# Estação de Villenave-d'Ornon
A estação de Villenave-d'Ornon é uma estação ferroviária localizada na comuna francesa de Villenave-d'Ornon (departemento da Gironda), na linha Bordeaux - Sète. A estação utiliza os comboios da TER Aquitaine, e fornece os seguintes serviços:
| Série         | Tipo de comboio | Caminho |
| ------------- | --------------- | --- |
| TER Aquitaine | TER             | Bordeaux-Saint-Jean - Bègles - Villenave-d'Ornon - Cadaujac - Saint-Médard-d'Eyrans - Beautiran - Portets - Arbanats - Podensac - Cérons - Barsac - Preignac - Langon |
| TER Aquitaine | TER             | Bordeaux-Saint-Jean - Bègles - Villenave-d'Ornon - Cadaujac - Saint-Médard-d'Eyrans - Beautiran - Portets - Arbanats - Podensac - Cérons - Barsac - Preignac - Langon - Saint-Macaire - Saint-Pierre-d'Aurillac - Caudrot - Gironde - La Réole - Lamothe-Landerron - Sainte-Bazeille - Marmande - Gontaud-Fauguerolles - Tonneins - Aiguillon - Port-Sainte-Marie - Agen |